# Cymophorus lacteosignatus
Cymophorus lacteosignatus är en skalbaggsart som beskrevs av Hermann Julius Kolbe 1897. Cymophorus lacteosignatus ingår i släktet Cymophorus och familjen Cetoniidae. Inga underarter finns listade i Catalogue of Life.